# Ústav pro hospodářskou úpravu lesů
Ústav pro hospodářskou úpravu lesů Brandýs nad Labem (ÚHÚL) je organizační složka státu zřízená Ministerstvem zemědělství České republiky.

## Období Československa
V roce 1935 byla tehdejším československým Ministerstvem zemědělství zřízena Lesní taxační kancelář v Brandýse nad Labem. Měla to být náhrada za zrušená zařizovací oddělení Oblastních ředitelství státních lesů a statků. Během druhé světové války ústav vypracovávala lesní hospodářské plány (LHP) a zeměměřičské a kartografické práce pro potřeby státních lesů. Během druhé světové války (1941) bylo také zahájeno stanovištní mapování lesů se stanovením cílové druhové skladby. Tím byl položen základ typologie lesů v ústavu.
V poválečných letech byly plněny především úkoly související se zestátňováním lesů. LHP se začaly opět vyhotovovat až v roce 1947. Po cca 10 letech byl zahájen druhý cyklus obnov LHP. Od roku 1971 byla již k tvorbě LHP využívána výpočetní technika, čímž byl položen základ k budování rozsáhlé databáze.
Vyhláškou MLVH ČSR č. 13/1978 Sb. byl ústav pověřen vypracovávat souhrnné lesní hospodářské plány (SLHP) v pětiletých cyklech. Ke konci 80. let začíná ústav intenzivně využívat geografické informační systémy GIS, byl zahájen vývoj českého GISu TopoL a taxačního programu TAX.

## Český ústav
V současné době je ústav pověřen zejména prováděním inventarizace lesů v České republice, vyhotovováním a správou Oblastních plánů rozvoje lesů včetně zajišťování jednotného typologického systému České republiky a zajišťováním funkce informačního datového centra odvětví lesního hospodářství a myslivosti. Tvorba lesních hospodářských plánů LHP přešla v roce 1997 na soukromé taxační kanceláře (zakládanými bývalými pracovníky ústavu) a tím tak ÚHÚL přišel o svou hlavní náplň. Program TopoL přešel také do soukromé firmy.
V současné době se tedy ÚHÚL zabývá
- Prováděním národní inventarizace lesů v České republice (NIL)
- Vyhotovováním a správa dat Oblastních plánů rozvoje lesů (OPRL) včetně zajišťování jednotného typologického systému lesů v České republice. Oblastní plány rozvoje lesů jsou přístupné na mapových serverech ÚHÚLu i jako služba WMS.
- Zabezpečováním funkce informačního a datového centra (IDC) odvětví lesního hospodářství a myslivosti České republiky
- Podporou činnosti státní správy
- Zabezpečováním poradenství a služeb při provádění certifikace lesů České republiky
- Výkonem dozoru, kontroly a vedení informačního systému evidence v oblasti nakládání s reprodukčním materiálem (RM)
- Poradenskou činností v lesním hospodářství
- Osvětovou činností